# 子連れ殺人拳
『子連れ殺人拳』（こづれさつじんけん、Karate Warriors）は、1976年の日本映画。主演：千葉真一、監督：山口和彦、製作：東映、カラー・シネマスコープ、89分。『殺人拳シリーズ』の最終作である。

## 概要
『殺人拳』と銘打っているものの、前3作と内容・登場人物が異なり、千葉真一が空手道に剣術をプラスした格闘を披露し、装いを新たにした物語。10億円の麻薬を巡り、対立する暴力団同士の抗争に遭遇した流離の主人公に千葉が扮し、行方が知れない麻薬の探索と立ちはだかる敵を叩きのめしていく。子連れの剣術使いで暴力団の用心棒に夏八木勲が扮し、主人公と剣術使いは互いを達人と認め合い、主人公と子供が温かな交流する様が描かれた。荒んだ町で対照的な生き方をする健気な姉妹に川崎あかねと渡辺やよいが扮し、川崎はヌードにもなり、細身の体ながら豊満な乳房を披露している。

## ストーリー
流浪の空手家・坂田周平は立ち寄った港町で、修という子供とその父親で仕込み刀の剣術使い・水木錬作と知り合う。周平と水木はお互いの殺気から只者ではないと一瞬身構えたが、すぐに無意味と気づき、戦わなかった。修は水木におにぎりを渡し、親子は食べ始めた。腹が減っていた周平はうらやましいと思いながらも、黙って倉庫の片隅に腰を下ろし、休んでいた。すると水木を西村組に行かせないように、7,8人の東田組組員が現れ、水木に襲いかかった。水木は容赦なく組員たちを打ちのめし、斬って捨てていたが、修を人質に捕らえられてしまう。それを見た周平が助けに入り、こちらも破壊力のある殴打技・蹴り技で残りの組員たちを叩きのめし、修を無事取り返す。助けた礼として、修平はおにぎりを1個もらっていた。水木は修に「人を頼るんじゃねえぞ」と言い、修を連れてこの場を離れた。当て所もない旅をしていた周平はこの町をうろうろしていたが、街中でヤクザ同士の抗争に巻き込まれたケガ人を町医者・立花に運んだことから、東田組と西村組の抗争で町民が泣かされていることを知る。金の匂いを嗅ぎ取った坂田は、10億円の麻薬を巡るヤクザ抗争に自ら飛び込むが、そこには水木と宿命の対決が待ち構えていた。

## キャスト

### クレジット
- 千葉真一 - 坂田周平

- 川崎あかね - 志水銀子
- 渡辺やよい - 志水由美
- 小山明子 - 岡部京子
- 室田日出男 - 西村隆三
- 天津敏 - 平尾鬼一郎
- 郷鍈治 - 東田鉄次
- 上野山功一 - 白井
- 三縄智 - 水木修
- 原田力 - 海坊主
- 河合絃司 - 立花仙造
- 佐藤晟也 - 神崎
- 小林稔侍 - 東田五郎
- 大前均 - 獄門岳
- 滝波錦司 - 石森
- 北九州男 - 鬼一郎の手下
- 伊達弘 - 柴田
- 斎藤一之 - 死神一郎
- セポ・シュ・レイエ - 西村の用心棒
- 高月忠 - 曽根
- 亀山達也 - 中西
- 清水照夫 - 西村の子分
- 森大河 - 西村の子分
- 沢田浩二 - 東田組員
- 宮地謙吾 - 東田組組員
- 畑中猛重 - 市川
- 山田光一 - 護送の係官
- 森祐介 - バーテンダー
- 舟久保信之 - サトル
- 高橋利道 - 西村の子分
- 大久保純 - 少年
- 春田三三夫 - 死神二郎
- 小川レナ  - ストリッパー
- 溜健二 - 西村の子分
- 吉沢高明 - 東田組組員
- 多田禎亜 - 少年
- ジャパンアクションクラブ
- 夏八木勲 - 水木錬作
- 梅宮辰夫 - 護送される男

### カメオ出演
- 志穂美悦子 - 漁師
- 団巌 - 鮫
- 栗原敏
- 井上誠吾

## スタッフ
- 監督 - 山口和彦
- 企画 - 高村賢治
- 脚本 - 鴨井達比古・中島信昭
- 撮影 - 中島芳男
- 録音 - 長井修堂
- 照明 - 梅谷茂
- 美術 - 北川弘
- 音楽 - 小杉太一郎
- 編集 - 田中修
- 助監督 - 深町秀煕
- 記録 - 宮本衣子
- スチール - 遠藤務
- 進行主任 - 松本可則
- 殺陣 - 久世竜
- 剣カラテ指導 -  金田治
- 装置 - 根上徳一
- 装飾 - 田島俊英
- 美粧 - 入江荘二
- 美容 - 石川靖江
- 衣裳 - 河合啓一
- 演技事務 - 石川通生
- 現像 - 東映化学

## 製作
千葉真一の格闘では、相手のジャパンアクションクラブ（JAC）演者と実際に殴打技・蹴り技を打撃し合い、3メートルの高さから後方宙返りをするスタントなど、これらのシーンをノーマルスピードからハイスピードへ切り替わりながら、ワンカットで撮影した初作品である。撮影で使用したハイスピードカメラは千葉の私物で、コンピューターグラフィックスがなかったために使用され、信憑性と凄みのある映像となっている。翌年に千葉が主演した、日本・香港・タイ王国合作『激殺! 邪道拳』にも、このハイスピードカメラが採用された。終盤の主人公と暴力団が戦闘するシーンは、九十九里浜でロケーション撮影が行われている。

## 興行
国内ではキャッチコピーは「勝負を急くのか、疾風の唸り！」。
1991年のロサンゼルスにて、千葉真一主演格闘作品の計14本がまとめてリバイバルされ、本作も上映された。